# 쥘 샤를루
쥴 샤를루(1841년 11월 14일 - 1918년 3월 6일)는 프랑스의 사업가이자 정치인이었다. 그는 수에즈 운하 회사의 부사장으로 있었다. 또한 안틸 제도, 서아프리카 및 프랑스령 인도차이나의 해운 회사들의 기업 이사로 활동했고, 프랑스의 식민지 제국을 지지하는 입장을 가지고 있었다.

## 어린 시절
쥴 샤를 루는 1841년 11월 14일에 프랑스 마르세유에서 태어났다. 그의 아버지는 1828년에 비누 공장인 '라 메종 샤를 루'를 설립했다. 쥴 샤를 루의 선조인 조르주 루는 18세기에 안틸 제도에서 상인으로 활동한 사람이었다.
샤를 루는 엑스 마르사유 대학에서 화학을 전공했다.

## 직업
샤를 루는 아버지의 회사에서 일하며 경력을 시작했다. 그 이후 마르세유 상공회의소에서도 일했다.
샤를 루는 대서양 일반회사, 프레이시네 회사, 해양 메신저 회사, 톤킨 강 통신 회사, 지중해 증류소 그리고 프랑스 은행의 이사회에서 일했다. 또한 그는 후에 1897년에 부사장으로 직위를 맡게 된 수에즈 운하 회사의 이사회에도 속해 있었다.
샤를 루는 레옹 세의 영향을 일부 받아 프랑스 식민지 제국과 자유 시장 경제를 지지하는 입장을 가졌다. 그는 1887년부터 1889년까지 마르세유 시의회 의원으로 활동했고, 1889년부터 1898년까지 국회 의원으로 활동했다. 그의 재직 기간 동안, 그는 프랑스의 관세 및 프랑스 해운 회사에 보조금을 지지했다.
샤를 루는 고서를 수집하는 취미를 가졌다. 그는 레지옹 드 오너(명예군사단 지휘관), 크리스토 순서(크리스토 기사단 지휘관), 메지디에 기사단(메지디에 기사단 장교)의 장교였다.

## 삶과 죽음
샤를 루는 마리-클레르 카납르와 결혼했다. 그들은 프랑수아 샤를 루와 샤를 루의 아들인 클레르 드 포르뱅의 할아버지인 샤를 루, 그리고 자크 뒤 티예와 결혼한 딸을 두었다.
샤를 루는 1918년 3월 6일 파리에서 사망했다.

## 업적
- Charles-Roux, Jules (1898). 《Notre marine marchande》. Paris: A. Colin & cie. OCLC 23432468.